# Adelaide Oval
L'Adelaide Oval est un stade de sport situé à Adélaïde, en Australie. Il est utilisé principalement pour le cricket, le football australien, le rugby à XV et le rugby à 7. C'est le terrain de l'équipe de first-class cricket d'Australie-Méridionale, les Southern Redbacks, lors de la saison d'été australe. Depuis 2014, l'Adelaide Oval est également le terrain des deux clubs professionnels de la ville pour le championnat de football australien (AFL) lors de l'hiver austral : Adelaide FC et Port Adelaide FC. Les travaux d'agrandissement et de rénovation avant la saison 2014 de l'AFL ont permis de porter la capacité à 53 583 spectateurs.
Fondé en 1871, il accueille des matchs internationaux de l'équipe d'Australie de cricket depuis 1884. Il a été utilisé lors de la coupe du monde de cricket de 1992 et a accueilli deux matchs de la coupe du monde de rugby à XV 2003.

## Évènements
- Coupe du monde de cricket de 1992
- Coupe du monde de rugby à XV 2003
- Coupe du monde de cricket de 2015
- Coupe du monde de rugby à XV 2027